# Paulo Portugal
Paulo Roberto Duarte Portugal, mais conhecido como Paulo Portugal, (Bom Jesus do Itabapoana, 3 de maio de 1948) é um médico e político brasileiro, outrora deputado federal pelo Rio de Janeiro.

## Dados biográficos
Filho de Bernardo Frederico Perissé Portugal e Elza Rita Duarte Portugal. Médico formado na Faculdade de Medicina de Campos em 1973, trabalhou no serviço público federal e a partir de sua condição de dono da Casa de Saúde Aurora Avelino foi diretor da Associação dos Hospitais do Rio de Janeiro. Sócio-fundador da loja Maçônica Obreiros do Vale no município capixaba de Bom Jesus do Norte, estreou na política via PDS ao eleger-se prefeito de Bom Jesus do Itabapoana em 1982, migrando para o PDT durante o mandato. Como prefeito integrou o Conselho de Desenvolvimento do Vale do Paraíba, bem como a Associação de Prefeitos do Norte Fluminense, a Associação de Prefeitos do Estado do Rio de Janeiro e a Associação de Municípios do Brasil.
Eleito deputado federal em 1990, votou pelo impeachment de Fernando Collor em 1992. Implicado no caso dos Anões do Orçamento sob a acusação de desviar US$ 1,4 milhão destinados para a Sociedade de Proteção à Infância e Maternidade (SPIM) de Bom Jesus do Itabapoana, foi julgado e absolvido em plenário. Candidato a outro mandato pelo PP em 1994, não foi reeleito. Disputou a prefeitura de sua cidade natal em 1996 via PMDB e pelo PP em 2004, 2012 e 2016 sem obter sucesso.